# Besart Berisha
Besart Berisha (* 29. Juli 1985 in Priština, SFR Jugoslawien) ist ein ehemaliger kosovarisch-australischer Fußballspieler, der zuletzt bei FC Prishtina unter Vertrag stand.

## Laufbahn
Bereits 1992 flüchtete seine Familie während des Bürgerkriegs in Jugoslawien nach Deutschland. Berisha spielte zunächst bei den Berliner Vereinen Berliner VB 49, TSV Lichtenberg, BFC Dynamo, SV Lichtenberg 47 und Tennis Borussia Berlin in den jeweiligen Jugendmannschaften. Als Torschützenkönig der A-Junioren-Bundesliga 2004 wurde das Stürmertalent vom Hamburger SV verpflichtet. Berisha benötigte diesen Vertrag für seinen Verbleib in Deutschland, da das Ende der Duldung und die Ausweisung drohte, da die Familie 1992 illegal eingereist war. Um eine Aufenthaltsgenehmigung zu erlangen, musste Berisha jedoch auf legalem Wege aus seiner Heimat eingereist sein. Also reiste er nach Priština und erhielt dort einen Pass von Serbien und Montenegro. Dies ermöglichte ihm eine einjährige Aufenthaltsgenehmigung für die Bundesrepublik.
Im Liga-Spielbetrieb des DFB, also in der Regionalliga, wäre er jedoch nur mit einer unbeschränkten Aufenthaltsgenehmigung spielberechtigt gewesen. Der eigentlich geplante Sprung in den Profikader war aber zu groß, da er, wegen seines Aufenthaltes in Priština, die gesamte Saisonvorbereitung verpasste.
Der HSV verlieh daraufhin Berisha zunächst im Februar 2005 für die Rückrunde der Saison 2004/05 an den dänischen Erstligisten Aalborg BK, in der Saison 2005/06 an deren Ligakonkurrenten AC Horsens. Diesem Verein rettete er mit seinen 11 Saisontoren den Klassenerhalt.
In der Saison 2006/07 spielte Berisha wieder beim Hamburger SV und gehörte dem Profikader an. Sein erstes Tor für den HSV schoss er im Champions-League-Spiel gegen den ZSKA Moskau am 6. Dezember 2006 beim 3:2-Sieg vor heimischem Publikum. Sein erstes Bundesligator schoss er am 16. Dezember 2006 auf dem Aachener Tivoli.
Für die albanische Nationalmannschaft gab er am 11. Oktober 2006 sein Debüt gegen die niederländische Nationalmannschaft, nachdem er im September 2006 die albanische Staatsbürgerschaft angenommen hatte. Sein erstes Tor für die albanische Nationalelf schoss er am 25. Mai 2007 in einem Freundschaftsspiel gegen Englands Reserveauswahl.
Zur Saison 2007/08 verließ Berisha, der unter Huub Stevens nur selten zum Zug kam, den HSV und wechselte zum englischen Zweitligisten FC Burnley. Nach einer langen Verletzungspause wurde Berisha an den norwegischen Club Rosenborg BK ausgeliehen.
Am 5. August 2009 wechselte Berisha zurück nach Deutschland, diesmal zum Zweitligisten Arminia Bielefeld. Bei den Arminen unterschrieb der Stürmer einen Vertrag bis 2012, der für die 1. und 2. Bundesliga galt. Nach dem Abstieg der Arminia aus der 2. Bundesliga im Sommer 2011 erhielt Berisha keinen neuen Vertrag.
Am 17. August 2011 gab der australische Klub Brisbane Roar die Verpflichtung von Berisha für ein Jahr bekannt. Bereits am zweiten Spieltag erzielte er beim 2:0-Sieg gegen den Sydney FC sein erstes Tor für seinen neuen Verein. Am vierten Spieltag erzielte er den ersten Hattrick seiner Karriere. Im Spiel gegen Adelaide United trug er mit vier Treffern zum 7:0-Erfolg bei. Dabei stellte er einen neuen Rekord für den schnellsten Hattrick im australischen Fußball auf, als er binnen sechs Minuten zwischen der 23. und 29. Spielminute dreimal traf. Am Saisonende 2011/12 wurde er mit 19 Toren in 26 Spielen Torschützenkönig der A-League. Im Meisterschaftsfinalspiel gegen Perth Glory erzielte Berisha zunächst in der 84. Minute nach Flanke von Thomas Broich den 1:1-Ausgleich, bevor er in der sechsten Minute der Nachspielzeit durch einen an ihm verursachten Foulelfmeter den 2:1-Siegtreffer erzielte und damit seine erste australische Meisterschaft gewann.
Im Januar 2014 wurde bekannt, dass Berisha zur Saison 2014/15 zum Ligakonkurrenten Melbourne Victory wechselt. Dort spielte er lange Zeit und ging dann zu Sanfrecce Hiroshima nach Japan. Seit 2019 stand er dann bei Western United unter Vertrag. Im September 2021 wechselte Berisha zu seinem ehemaligen Jugendverein FC Prishtina. Nach nur zwei Kurzeinsätzen trennte sich Berisha im Dezember 2021 vom Verein.
Im April 2019 erlangte er die australische Staatsbürgerschaft.